# Caio Fonteio Capitão (cônsul em 33 a.C.)
Caio Fonteio Capitão (em latim: Gaius Fonteius Capito) foi um político da gente Fonteia da República Romana nomeado cônsul sufecto em 33 a.C. com Lúcio Flávio e Marco Acílio Glabrião. Serviu no lugar de Lúcio Volcácio Tulo de 1 de maio até o final de setembro. Seu filho, Caio Fonteio Capitão, foi cônsul em 12.

## Carreira
Fonteio Capitão, um homem novo, era filho de Caio Fonteio Capitão e aliado do triúnviro Marco Antônio. De origem plebeia, provavelmente foi tribuno da plebe por volta de 39 a.C. e pode ter sido membro de um dos colégios sacerdotais da época. Em 39-8 a.C., Antônio nomeou-o para a função de monetalis em uma das províncias orientais da República, período no qual cunhou moedas com os retratos de Antônio e sua esposa, Otávia.
Em 37 a.C., num período de elevada tensão entre os triúnviros Marco Antônio e Otaviano, Fonteio Capitão foi o representante do primeiro na Itália. Depois de ter negociado com Otaviano, ele viajou com Caio Mecenas, Lúcio Coceio Nerva e diversos poetas, incluindo Horácio e Virgílio, até Brundísio para discutir a situação com o próprio Marco Antônio e para preparar o caminho que levaria ao Pacto de Tarento.
Depois de concluídas as primeiras rodadas de negociação, Antônio enviou Fonteio Capitão, no outono de 37 a.C., até o Egito para escoltar a rainha Cleópatra VII até Antioquia, a capital da província da Síria, a capital oriental de Antônio. Os dois chegaram no inverno de 37-6 a.C.
Em 33 a.C., Fonteio Capitão foi nomeado cônsul sufecto e serviu com Lúcio Flávio e Marco Acílio Glabrião.